# Ihor Plastun
Ihor Volodymyrovyč Plastun (ukrajinsky Ігор Володимирович Пластун, * 20. srpna 1990, Kyjev, Ukrajinská SSR, SSSR) je ukrajinský fotbalový obránce a bývalý mládežnický reprezentant, v současné době hráč bulharského klubu Ludogorec Razgrad.

## Klubová kariéra
- FK Obolon Kyjev (mládež)
- FK Obolon Kyjev 2007–2012
- FK Karpaty Lvov 2012–2016
- Ludogorec Razgrad 2016–2018[1]

## Reprezentační kariéra
Nastupoval za ukrajinské mládežnické reprezentace U20 a U21.